# Rosafleckiger Rindenpilz
Der Rosafleckige Rindenpilz (Hyphoderma roseocremeum) ist eine Ständerpilzart aus der Familie der Fältlingsverwandten (Meruliaceae). Sie besitzt teppichartige, membranöse Fruchtkörper von rosa-weißlicher Farbe aus und wächst vorwiegend auf Totholz von Laubbäumen. Die Art ist in weiten Teilen Europas verbreitet.

## Merkmale

### Makroskopische Merkmale
Der Rosafleckige Rindenpilz besitzt für die Gattung Hyphoderma typische, resupinate, membranös-wachsartige Fruchtkörper. Sie sind weißlich bis gelbockern gefärbt, rosa getönt und äußerst dünn. Ihr Hymenium ist unter dem bloßen Auge glatt, der Rand ist nicht klar konturiert.

### Mikroskopische Merkmale
Wie bei allen Hyphoderma-Arten ist die Hyphenstruktur des Rosafleckigen Rindenpilzes monomitisch, weist also nur generative Hyphen auf. Die 3–4 µm breiten Hyphen sind hyalin, dünnwandig und stark verwoben, die Septen weisen stets Schnallen auf. Die Zystiden sind zylindrisch, nicht inkrustiert und werden rund 80–100 × 6–9 µm groß, womit sie leicht über die Fruchtschicht hinausragen. Die Basidien der Art sind keulen- bis annähernd urnenförmig, mittig tailliert, besitzen vier Sterigmata und messen 25–30 × 4–6 µm. An der Basis besitzen sie eine Schnalle. Ihre Sporen sind zylindrisch bis schmalellipsoid, hyalin und dünnwandig. Sie messen 8–12 × 3–4 µm und sind mit Öltropfen besetzt.

## Verbreitung
Die bekannte Verbreitung der Art umfasst weite Teile des mittleren und südlichen Europas, ihr Areal reicht bis in die Kaukasusregion.

## Ökologie
Hyphoderma roseocremeum wächst auf Totholz von Laubbäumen, nur bei sehr feuchten Verhältnissen auch auf Nadelholz. Bevorzugte Substrate sind vor allem Eichen (Quercus spp.).